# Desmoscolex roscoffiensis
Desmoscolex roscoffiensis is een rondwormensoort uit de familie van de Desmoscolecidae. De wetenschappelijke naam van de soort is voor het eerst geldig gepubliceerd in 1979 door Decraemer.